# مجزرة ضهر الوحش
مذبحة ضهر الوحش وقعت في قرية ضهر الوحش اللبنانية  خلال المرحلة الأخيرة من الحرب الأهلية اللبنانية ، في 13 أكتوبر 1990  ، عندما أعدمت القوات السورية  وحلفاؤها من الميليشيات المسيحية (برئاسة إيلي حبيقة   )  ما يصل إلى 240 أسير حرب  وعسكريين  منتميين الى الجنرال ميشال عون    ، الحاكم بالأمر الواقع للبنان (دي فكتو) آنذاك، الذي أعلن حرب التحرير ضد القوات السورية التي تحتل لبنان، مما أدى إلى مواجهات عنيفة.
وكانت منطقة ضهر الوحش بمثابة خط مواجهة خلال المعارك بين القوات السورية والميليشيات المسيحية الموالية لعون، وخاصة الجيش اللبناني الذي كان تحت قيادته آنذاك.

## جدل
نفت الحكومة اللبنانية آنذاك، والتي كانت خاضعة لسوريا، وقوع هذه المذبحة، ولم يتم إجراء أي تحقيق رسمي فيها، مما جعل من الصعب إثبات حقيقة الأحداث. وقد قدّم شهود عيان ومنظمات حقوق الإنسان روايات متضاربة عن المذبحة، مما زاد من تعقيد القضية.